# Правовий консультант
Адвокат або правовий консультант — це особа, яка надає юридичні консультації та займається правовими питаннями. цей термін використовується як синонім слова «юрист».
Слово «counsel» може означати й консультацію або пораду у нефаховому (неюридичному) контексті.

## Велика Британія та Ірландія
Правова система Англії використовує термін «counsel» як приблизний синонім до «барристера», але не «соліситора», і може стосуватися як окремого фахівця, що представляє справу в суді, так і групи барристерів, які працюють надсправою.
Різниця між термінами «барристер» і «counsel» є незначною. В Англії та Уельсі «барристер» — це професійний титул, який присуджується одним із чотирьох Inns of Court (судових корпорацій), і використовується в приватній, академічній або професійній діяльності барристера. Термін «counsel» застосовується для позначення барристера, який призначений вести конкретну справу. Зазвичай, звертаючись до барристера, призначеного вести справу, використовують третю особу: «Counsel просить надати консультацію», а не «Вас просять надати консультацію». Водночас вважається недоречним звертатися до окремого барристера усно як «counsel». Правильна форма звертання — «пан [прізвище]» або «пані [прізвище]», але ніколи — «адвокат».
Юридичний термін «консультант» (англ. counsellor), або повністю — counsellor-at-law, практично вийшов з ужитку в Англії, але зберігся в Ірландії, де використовується як синонім до «баристер». У цьому контексті почесне звання Senior Counsel (S.C.) відповідає званню King's Counsel (K.C.) у Великій Британії.
Після закінчення університету з юридичною освітою вони стають «молодшими адвокатами» (junior counsel). Зазвичай їхня робота полягає у виконанні більшої частини паперової роботи по справах (наприклад, складання юридичних документів). Після приблизно 10–15 років практики на посаді молодшого адвоката баристер може подати заявку на звання старшого адвоката (senior counsel). Це іноді називають «отриманням шовку», оскільки традиційна мантія старшого адвоката була виготовлена зі шовку. Старший адвокат може додавати після свого імені абревіатуру S.C.

## Північна Америка
У Сполучених Штатах Америки термін «counselor-at-law» позначає, зокрема, адвоката, який має право практикувати у всіх судових інстанціях. Однак, оскільки в американській правовій системі немає формального поділу юридичної професії на дві категорії, як у Великій Британії, більшість громадян США використовують цей термін досить широко, у тому ж значенні, що й «юрист», тобто того, хто обізнаний у праві (або практикує його).
У Сполучених Штатах та Канаді багато великих і середніх юридичних фірм мають юристів з посадами «counsel» (радник), «special counsel» (спеціальний радник) або «of counsel» (радник при фірмі). Ці юристи є працівниками фірми, як і асоційовані юристи (associates), хоча в деяких фірмах вони працюють на умовах незалежних підрядників. На відміну від асоційованих юристів, але схожі на партнерів, вони зазвичай мають власних клієнтів, керують власними справами і можуть керувати роботою асоційованих юристів.

## Незаконне використання
Слово «counsel» також означає пораду, надану фахівцем (у галузі психології, суспільних наук, релігії, освіти тощо) щодо прийняття рішень або поведінки іншої особи.